# Schonzeit für Füchse
Schonzeit für Füchse ist ein in Schwarzweiß gedrehter deutscher Spielfilm aus dem Jahre 1966. Es ist der Debütfilm des Regisseurs und Produzenten Peter Schamoni und entstand nach dem Roman Das Gatter von Günter Seuren.

## Handlung
Ein junger Mann und sein Freund Viktor sind zwei junge Männer aus gutbürgerlichem Haus. Sie kommen aus Düsseldorf. Für ihre Familien und deren Gesellschaft haben sie nichts übrig außer Verachtung. Sie beherrschen jedoch die Umgangsformen dieser Gesellschaft, während das reale Leben ihnen Schwierigkeiten bringt. Ihrem eigenen Leben stehen die intelligenten jungen Männer ratlos gegenüber. Bei Treibjagden arbeitet der junge Mann als Treiber. Mit Viktor sucht er sich ein nettes Plätzchen und ruft die Schonzeit für Füchse aus, wobei sie selbst sich als die getriebenen Füchse sehen. Um aus dieser Welt zu entfliehen, wandert Viktor nach Australien aus und wird Verkäufer von Jagdwaffen. Sein Freund bleibt in Deutschland und wird Journalist, was ihn jedoch auch nicht interessiert.

## Hintergrund
Peter Schamoni hatte seit Ende der 1950er Jahre zahlreiche Kurzfilme gedreht, die erfolgreich auf Festivals gezeigt wurden. Er galt als eines der vielversprechenden Talente des jungen deutschen Films, als er mit Schonzeit für Füchse sein Langfilmdebüt vorstellte.

## Kritiken
„Dem Erstlingswerk des Kurzfilmregisseurs Peter Schamoni gelingt nur teilweise ein Gegenentwurf zu Opas Kino, von dem sich der Unterzeichner des Oberhausener Manifests distanzieren wollte. Scharfsinnig im kritischen Ansatz und in der Milieuzeichnung, fehlt dem Film die analytische Konsequenz im Aufspüren gesellschaftlicher Zusammenhänge; ein Grundton versöhnlicher Larmoyanz ist unüberhörbar.“

„Deutscher Gegenwartsfilm, der mit sicherem Gespür für atmosphärische Echtheit am Beispiel zweier junger Leute um die Probleme der Generation der Dreißigjährigen kreist und ihre Neigung veranschaulicht, Nein zu sagen zu einer Welt, der sie sich schließlich anpassen. Formal beachtenswert, in der Profilierung des Themas zuweilen unterkühlt, aber als Ergebnis einer Wiederbelebung des aktiven jungen deutschen Films für Zuschauer ab 18 sehenswert und diskussionswürdig.“

## Auszeichnungen
Der Film erlebte seine Premiere im Wettbewerb der Berlinale 1966. Dort wurde Peter Schamoni mit dem Silbernen Bären als Sonderpreis der Jury ausgezeichnet. Hans Posegga (Beste Musik) und Edda Seippel (Beste Nebendarstellerin) erhielten 1966 einen Deutschen Filmpreis in Gold.